# 塔海绀卜
塔海绀卜，又译作塔海绀不、塔海甘卜，达海绀卜、答海绀卜。蒙古帝国将领。
1234年，窝阔台汗灭亡金朝后不久，命塔海绀卜统兵攻打南宋四川。1235年，蒙古军兵分三路攻宋，塔海绀卜任都元帅，随皇子阔端率领西路军，由秦州、巩州攻入四川。攻石门、劝降金朝的便宜总帅汪世显。1236年，在阳平关大败宋军，招降利州路、潼川府路的宋军，攻入成都，再招降秦州、巩州二十余州。1237年，撤军回陕西。1240年，征发军前所俘获新民二千户、工匠还有牲畜等，来修复京兆三白渠工程。